# Muddy Bay Brook
De Muddy Bay Brook, soms ook Dykes River genoemd, is een 15,5 km lange rivier in het oosten van het Canadese schiereiland Labrador. 

## Verloop
De rivier vindt zijn oorsprong in de Muddy Bay Pond, een van de duizenden meren in het binnenland van Labrador. De Muddy Bay Brook begint aan het zuidelijkste punt van dat meer en wordt amper 3505 meter verder al aangevuld door de White Hills Brook.
Vanaf die samenvloeiing stroomt de rivier zo'n 4 km in westelijke richting tot aan de samenvloeiing met Coombs Brook. Vanaf daar draait de rivier naar het noorden en houdt hij die stroomrichting voor het merendeel van zijn loop aan. Al doende stroomt hij onderdoor provinciale route 516.
Ruim 2 km voor de uitmonding in de zeestraat Favorite Tickle draait de rivier opnieuw naar het westen en verbreedt hij van gemiddeld 50–100 meter naar bijna 400 meter. De monding bevindt zich minder dan een kilometer ten zuiden van de Muddy Bay, de kleine baai waaraan de rivier zijn naam dankt.

## Trekzalmen
Iedere herfst zwemmen grote aantallen trekzalmen stroomopwaarts doorheen de rivier om in de Muddy Bay Pond te paaien. Hun nageslacht zwemt later via de rivier naar zee om ooit terug te keren.